# 筧家住宅
筧家住宅（かけひけじゅうたく）は、愛知県名古屋市中村区下米野町に所在する民家。江戸時代末期に建てられた主屋が国の登録有形文化財に登録され、名古屋市の認定地域建造物資産に認定されている。

## 歴史

### 筧家の歴史
筧家の祖は大坂で豊臣秀吉に仕えた筧秀満であり、秀吉の没後に秀吉の故郷である尾張国愛知郡中村に移り住むと、その後同郡米野村（現名古屋市中村区米野町）に移った。米野（薦野）は笈瀬川と古代東海道に挟まれ、1300年代には農業が行われていたとされる。米野用水で上米野地域と下米野地域に分かれる。米野には筧姓が多いとされる。

### 筧家住宅の建設
主屋が建てられたのは江戸末期とされるが、正確な竣工年は定かではない。当初は円福寺南側に建てられた農家の所有物だった。その後筧家が建物を譲り受けると、1868年（明治元年）に烏森の人夫であるいそひちによって曳家されて現在地に移築された。敷地は幅員約2メートルの路地に南面している。
1891年（明治24年）9月には主屋の東側に小屋部を増築するが、わずか1か月後の1891年（明治24年）10月には濃尾地震で傾いたため、添え柱を添えて四角形のボルトで補強している。四角形のボルトは明治期の鍛冶師の手製によるもので、この補修が明治期の工事跡であることがわかる。床下には濃尾地震の液状化現象によって生じた地割れの跡が残り、2014年（平成26年）5月20日に名古屋テレビ放送で放送された「池上彰と考える! 巨大自然災害から命を守れ」で紹介された。
1897年（明治30年）頃には主屋の南東側に隠居屋が建てられた。
戦後の1961年（昭和36年）から1963年（昭和38年）頃には主屋が増築された。もともと主屋は茅葺屋根だったが、7代目当主の筧鉱一によって銅板が被せられた。1981年（昭和56年）には隠居屋が増築され、1989年（平成元年）には隠居屋が改修された。

### 建物の保存活用
2011年（平成23年）10月17日、名古屋市の登録地域建造物資産に登録された。2013年（平成25年）12月24日、「国土の歴史的景観に寄与しているもの」として国の登録有形文化財に登録された。2014年（平成26年）10月には愛知登文会によって、愛知県内の登録有形文化財の特別公開（後のあいたて博）が初めて行われたが、この際には筧家住宅も公開の対象となった。
筧家住宅がある米野地域は名古屋駅に近接する住宅密集地であり、高齢化が進行している。2016年（平成28年）から主屋を「米野ふれあいサロン・なかよし」としても活用していたが、新型コロナウイルス感染症の世界的流行を受けて2020年（令和2年）に終了した。
地域のサロン・能楽の稽古場として活用されていることが評価され、2017年（平成29年）7月には名古屋市によるまちなみデザイン賞を受賞した。同年10月24日には名古屋市の認定地域建造物資産に認定された。
2024年（令和6年）現在の当主は8代目の筧清澄である。建築士である筧清澄は筧家住宅に建築設計事務所を併設し、新築の他に古民家の調査・保存活用を助言する「なごや歴まちびと」としても活動している。木造建築への造詣が深く、有松町並み保存地区の建物の改装なども数多く手掛けている。

## こども能楽教室
7代目当主・筧鉱一は大倉流大鼓方の能楽師で重要無形文化財保持者であり、日本文化継承のため2004年（平成16年）頃から「こども能楽教室」を運営していた。
2005年（平成17年）には、文部科学省の「伝統文化こども教室事業」の助成を受けるようになった。以降も指導役の能楽師の協力も得ながら、近所の集会室などを借りながら教室を続けてきた。2012年（平成24年）には、明治前期の建築という木造平屋の自宅別棟を改造し、14畳の稽古場として提供するようになった。

## 建築の特徴

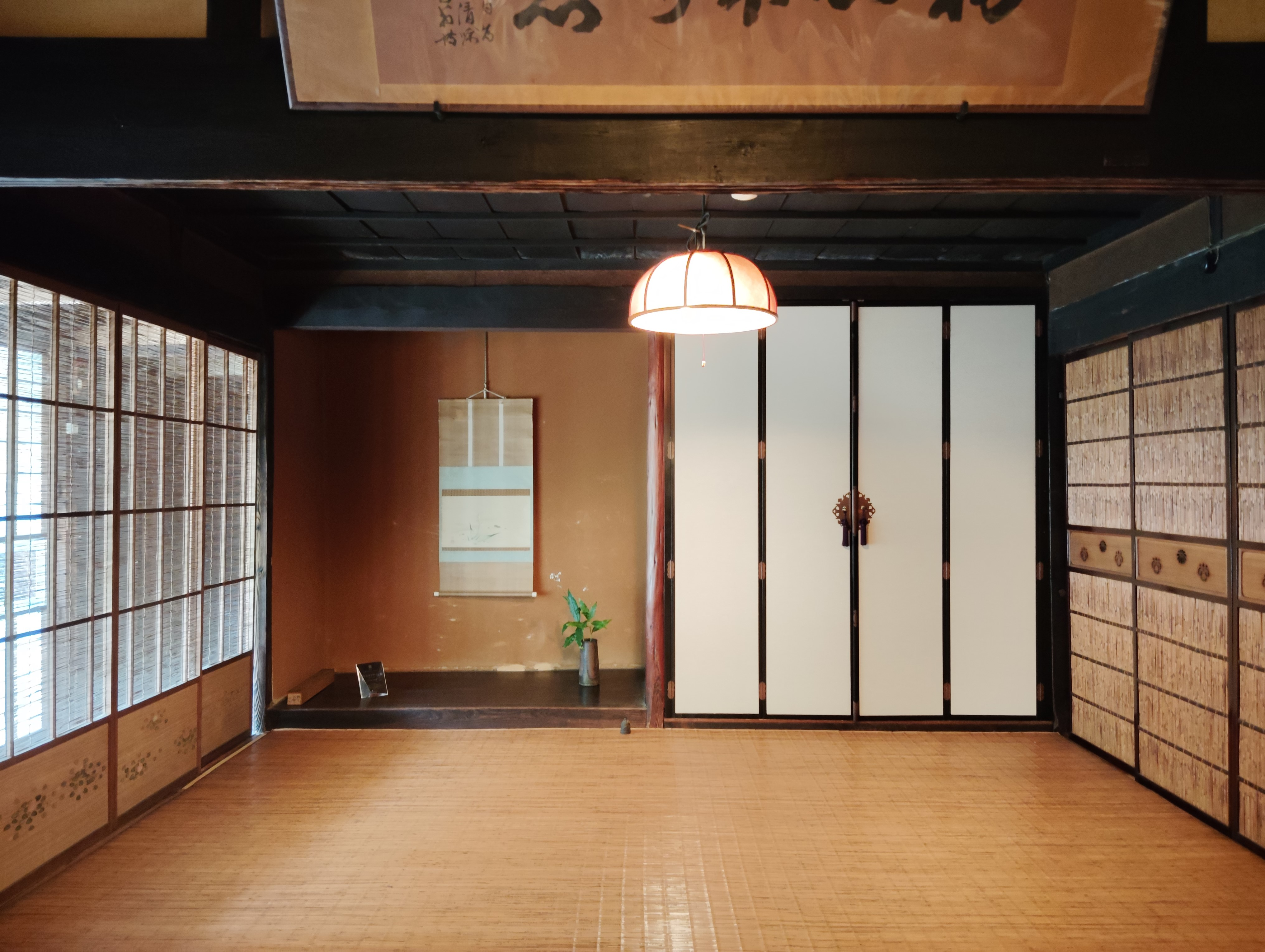
主屋の座敷

筧家住宅の庭には立派な松があり、名古屋能楽堂の鏡板に描かれた老松のモデルになった。門の右手（東）に隠居と小屋があり、南面の庭の先に主屋がある。

### 主屋
主屋はこの地域の伝統的な建築様式である四つ建て（鳥居建て）で建てられており、梁と差し物で4本の上屋柱を繋いでいる。柱には継手の痕跡やほぞ穴があり、もともと廃材を活用して建てられた家であることがわかる。主屋の屋根は銅板に覆われているが、銅板の下には茅葺屋根が残っている。
主屋は玄関を入ると左手に座敷と客間が並んでいる。客間の天井には湾曲した梁が渡っている。かつて客間に囲炉裏があったため、竹組のすのこ天井は煤竹となっている。煤竹はこんにち、茶道具の茶杓や横笛の能管の材として珍重される。

### 稽古場
蒲郡市の蒲郡ホテル（現・蒲郡クラシックホテル）には迎賓館として常磐館があり、大広間には昭和初期に森村宜稲によって松と竹が描かれた建具があった。1980年（昭和55年）に常磐館が廃業したが、2000年（平成12年）には建具の流出を惜しんだ筧鉱一が建具を買い取り、名古屋能楽堂で開く主催公演の舞台で用いるなどした。松の建具は蒲郡市によって買い戻され、蒲郡市民会館ロビーに展示されているが、竹の建具は筧家住宅の稽古場に障塀画として飾られている。

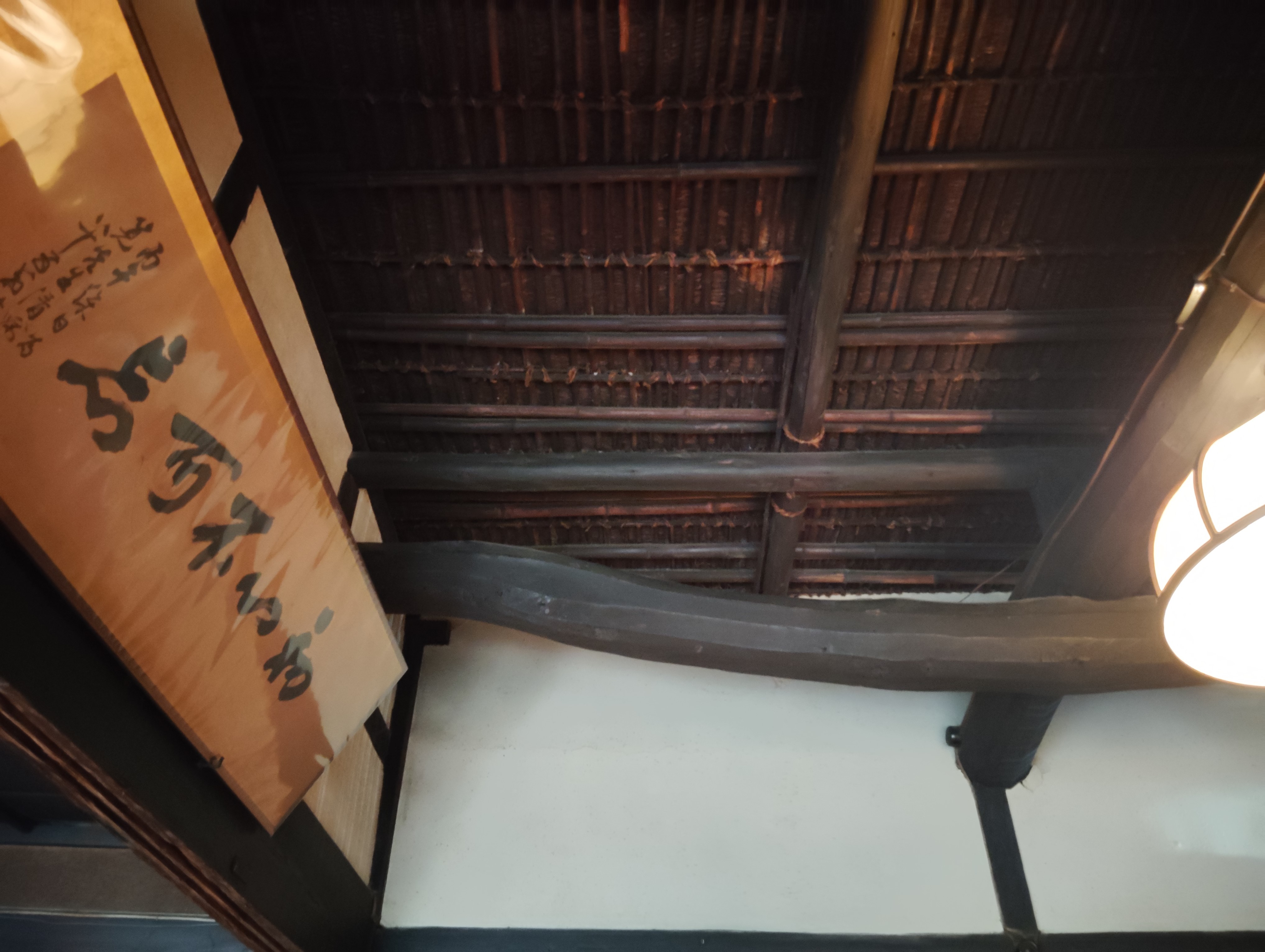
主屋のすのこ天井
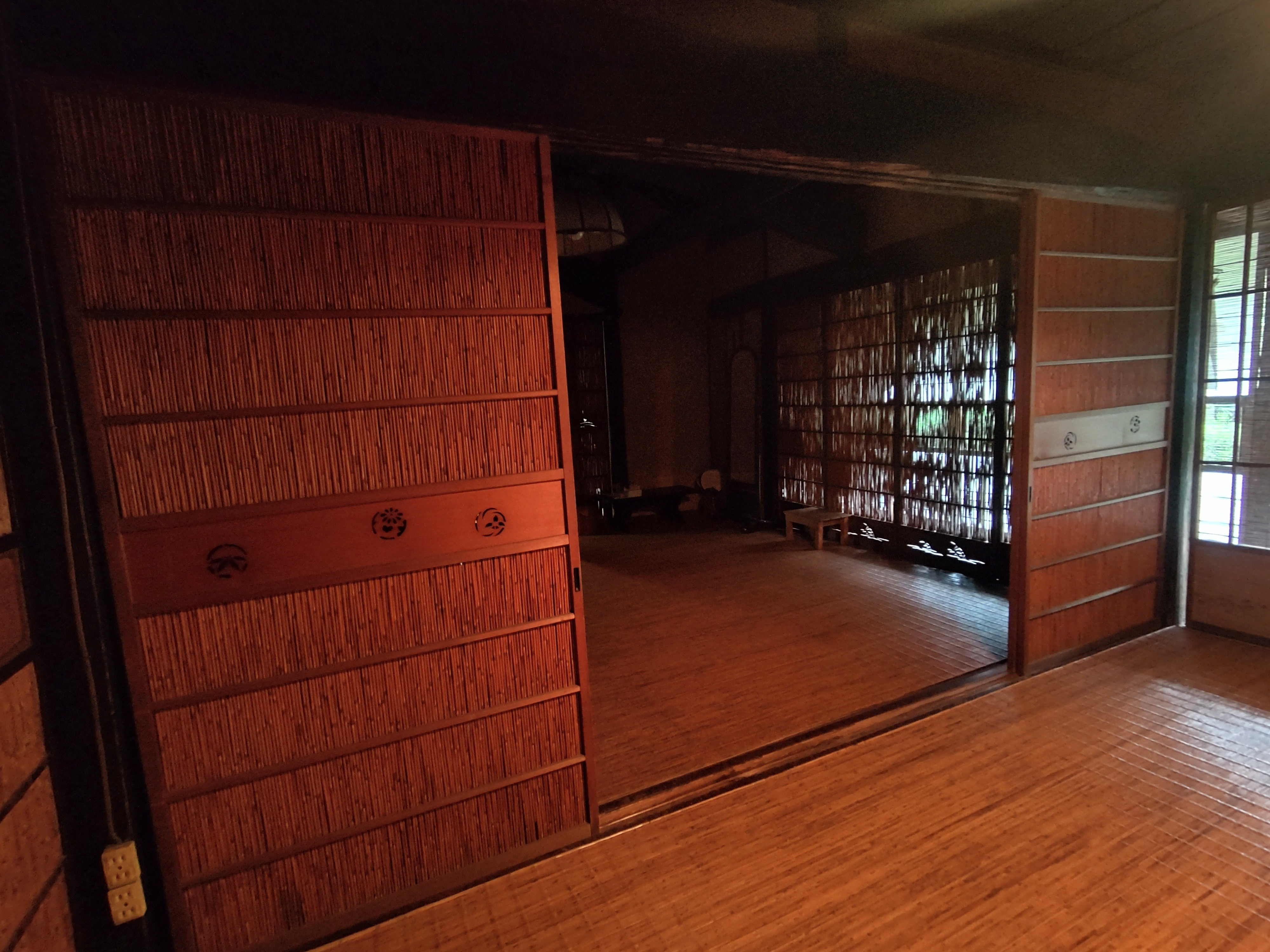
主屋の「夏のしつらえ」
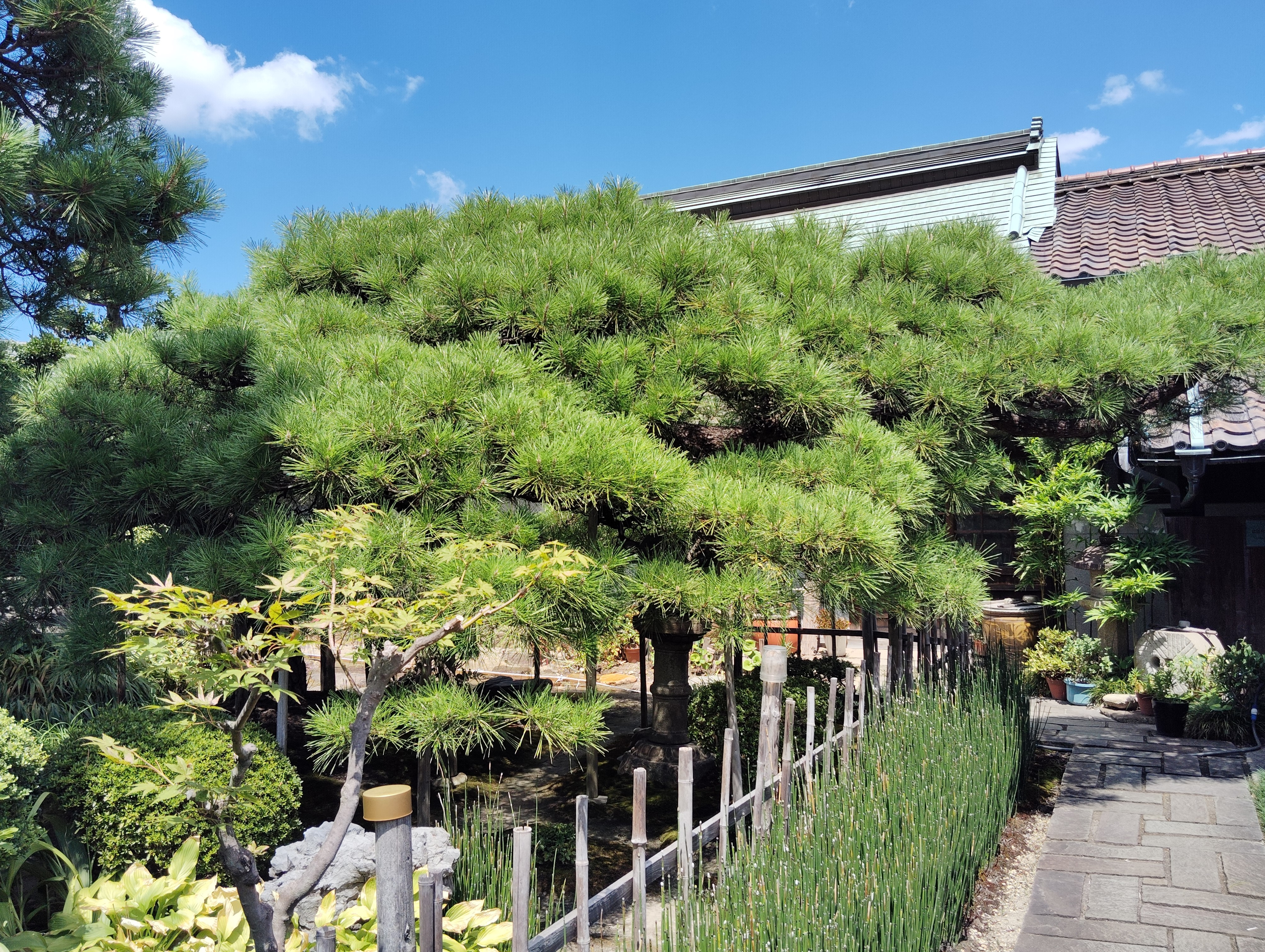
松が植わる庭
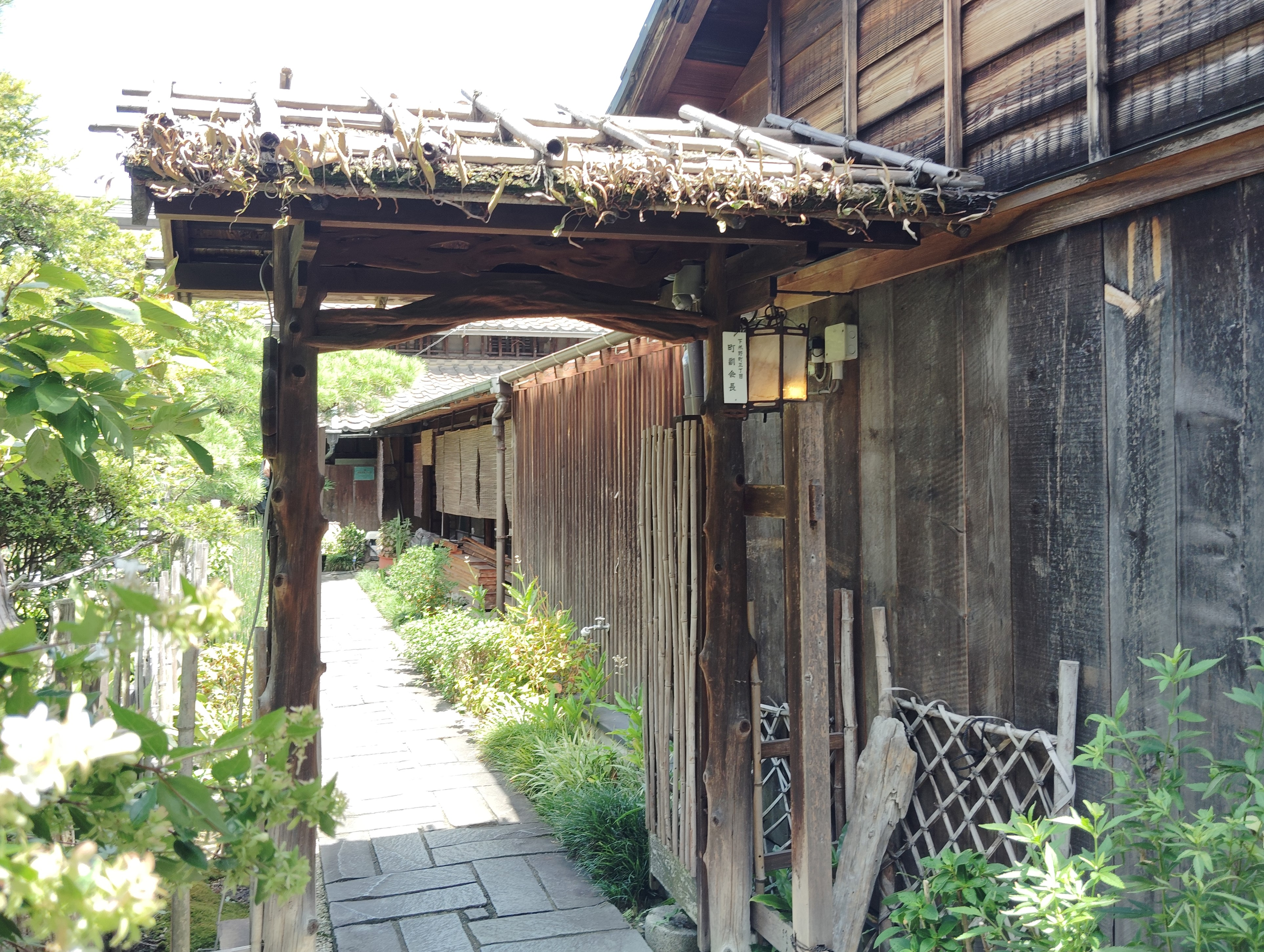
門
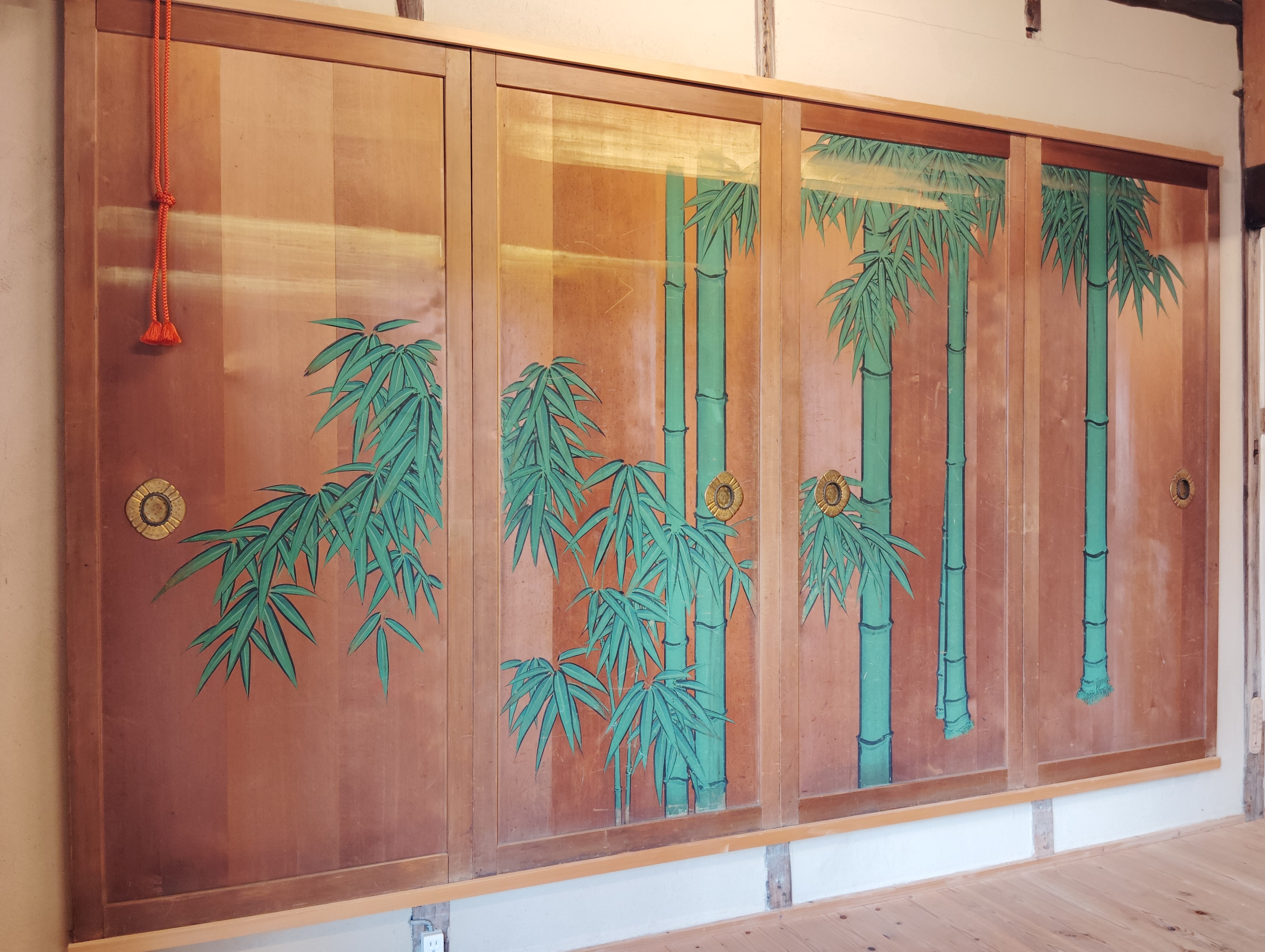
稽古場にある障塀画

## 現地情報
所在地
453-0802 愛知県名古屋市中村区下米野町3-29
名古屋駅の南西約1.5キロメートルに位置している。
交通アクセス
近鉄名古屋線米野駅から徒歩数分